# Lepovka jižní
Lepovka jižní (Scytodes thoracica) je pavouk z čeledi lepovkovití. Vyznačuje se zvláštním způsobem lovu kořisti, kdy ji znehybní pliváním lepivých vláken. Žije v jižní části holarktické oblasti, v ČR vzácný.

## Popis
Lepovka jižní je dvojbarevný pavouk s velmi tenkýma dlouhýma nohama. Hlavohruď dosahuje téměř stejné velikosti jako zadeček. Ochlupení je minimální, což je v porovnání s většinou ostatních pavouků nezvyklé. Barva je žlutavá s párovými hnědými skvrnkami či klikatými čárami. Oči jsou malé a je jich jen šest (většina pavouků má osm). Chelicery jsou drobné s malým drápkem. Samičí kopulační orgán je párový. Samci měří 3,5-4 mm, samice 4-5,5 mm.

## Výskyt
Většina druhů rodu Scytodes se vyskytuje v tropických a subtropických oblastech. Nicméně i v chladnějších regionech se lepovky objevují a to především synantropně, v domech ve městech, neboť jim poskytují dostatečný teplotní komfort. Jinak dávají přednost sušším a teplejším biotopům (Středomoří). Není jasné, kam byly introdukovány a kde se vyskytovaly „původně“. V ČR je lepovka jižní nejen jediným druhem rodu Scytodes ale jedinou lepovkou vůbec. Dříve byla velmi vzácná, ve 21. století se, zdá se, šíří a pozorování se množí. Máme nálezy ze středních Čech a jižní Moravy. Většinou je možno ji objevit ve sklenících, sklepích, v rozích místností, půdách atd.

## Život
Lepovky jižní žijí poměrně dlouho. Samci se dožívají 1,5-2 let, samice 2-4 let. Samice jsou pohlavně zralé až ve věku 2-3 let, tudíž na rozmnožování mají v zásadě jen malou část svého života. Jsou to noční živočichové, ve dne jsou často někde schované. Nestaví si sítě. Vidí dosti špatně, tudíž se orientují především hmatem, hmatovými chloupky a na základě chemických signálů. Pohybují se poměrně pomalu. Ke komunikaci používají i zvukové a vibrační signály.

### Lov
Lepovky jižní jsou aktivní lovci. Konzumují různé druhy hmyzu (komáry, mouchy, brouky, můry, kobylky aj.) a pavouků (např. skákavky). Kořist bývá občas větší, než jsou samy (jejich tropické příbuzné mohou ulovit i malého štíra). Používají velmi zvláštní a jedinečnou techniku lovu. Jako jediní pavouci nemají snovací žlázy jen na zadečku, ale i v hlavohrudi, odkud jim ústí do chelicer. Tudy jsou schopni vyplivovat lepkavá a jedovatá vlákna (proto anglický název spitting spiders). Rychlou vibrací chelicer vytvoří klikatou paralelní síť, kterou vystřelí během cca 30 milisekund do vzdálenosti několika centimetrů. Kořist tím zafixují jak k podkladu, tak i obalením. Tím ji většinou znehybní. Je-li potřeba, mohou vystřelit svou lepkavou síť několikrát za sebou. Následně k znehybněné oběti dojdou, vpustí do ní jed, čímž ji zabijí a pak ji vysají.

### Rozmnožování
Lepovka jižní se rozmnožuje pohlavně. Doba, kdy dochází ke kopulaci, je různá, ale obvykle jde o teplé měsíce v roce (nejčastěji srpen). Samci vyhledají samičky a opatrně se k nim přibližují. Vypouštějí při tom feromony, které mají samičky odradit od toho, aby je sežraly a naopak podnítit k páření. Samci pak naplní své bulby (konce makadel) spermiemi vypuštěnými předtím do trojúhelníkové síťky. Sameček se k samici přiblíží zepředu, samice zvedne hlavohruď a dojde ke kopulaci. Po ní se páry okamžitě rozcházejí. Každý z nich může mít za život mnoho partnerů. Sperma dokáže samice „skladovat“ měsíce, než naklade vajíčka. Vajíček je relativně málo: 20-35. Samička kokon s vajíčky nosí pod tělem po dobu 2-3 týdnů. Čerstvě vylíhlí pavoučci zůstávají s matkou do prvního svlékání, pak se rozutečou a vedou samostatný život. Ročně může samička mít 2-3 kokony.

### Predace
Když jsou lepovky napadeny predátory, používají rovněž svou lepivou plivací síť místo útěku, neboť jsou pomalé. Ne vždy jim to však pomůže, především proti větším predátorům nebo napadne-li je skupina mravenců. Mohou se stát kořistí některých jiných pavouků (slíďáci, snovačky), stonožek, žab, netopýrů, ptáků, rejsků či domácích zvířat (koček). Zajímavou obrannou strategii proti svým predátorům lepovkám vyvinuly skákavky druhu Phintella piatensis. Staví si hnízdo poblíž kolonie mravenců krejčíků, kteří si na lepovkách rádi pochutnají. Skákavky jsou sice také mravenčí kořistí, ale podstatně méně často, neboť mají pro ně nedobytné hnízdo a dokáží se jim vyhýbat.

## Galerie

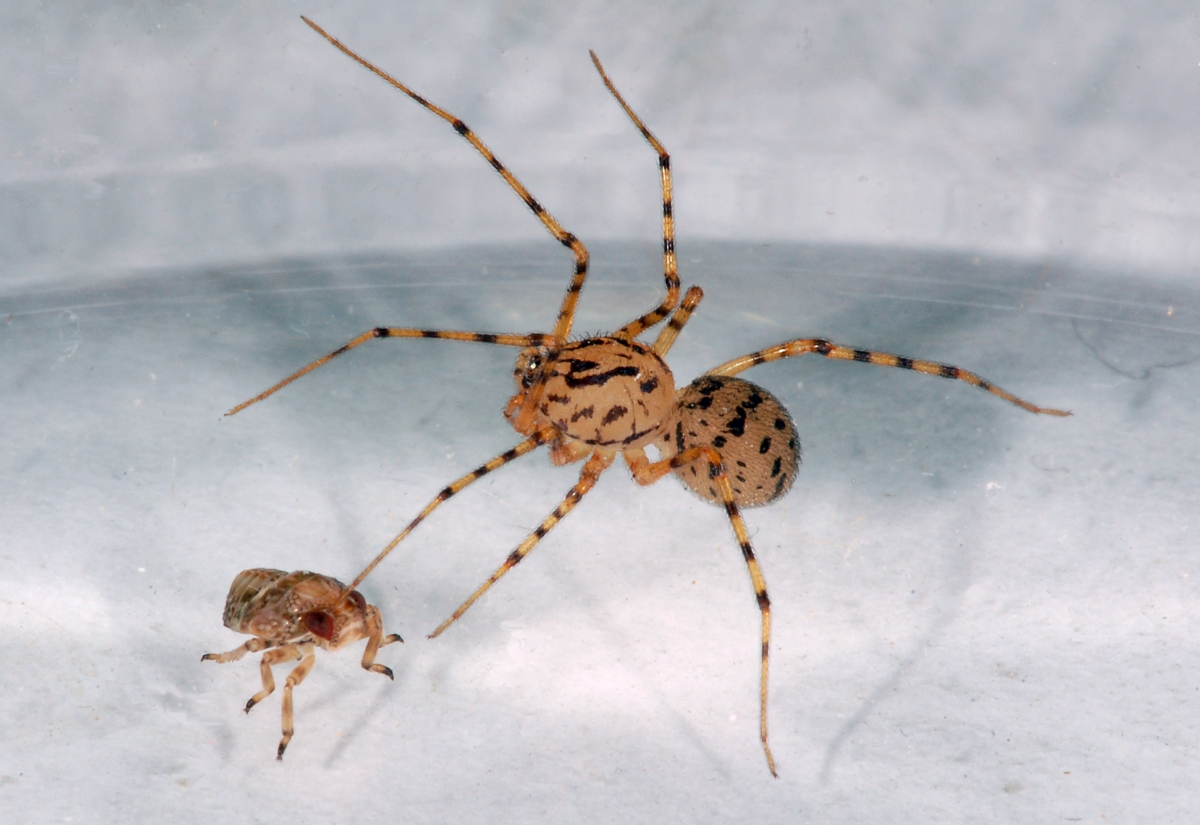
Lepovka se přibližuje ke kořisti
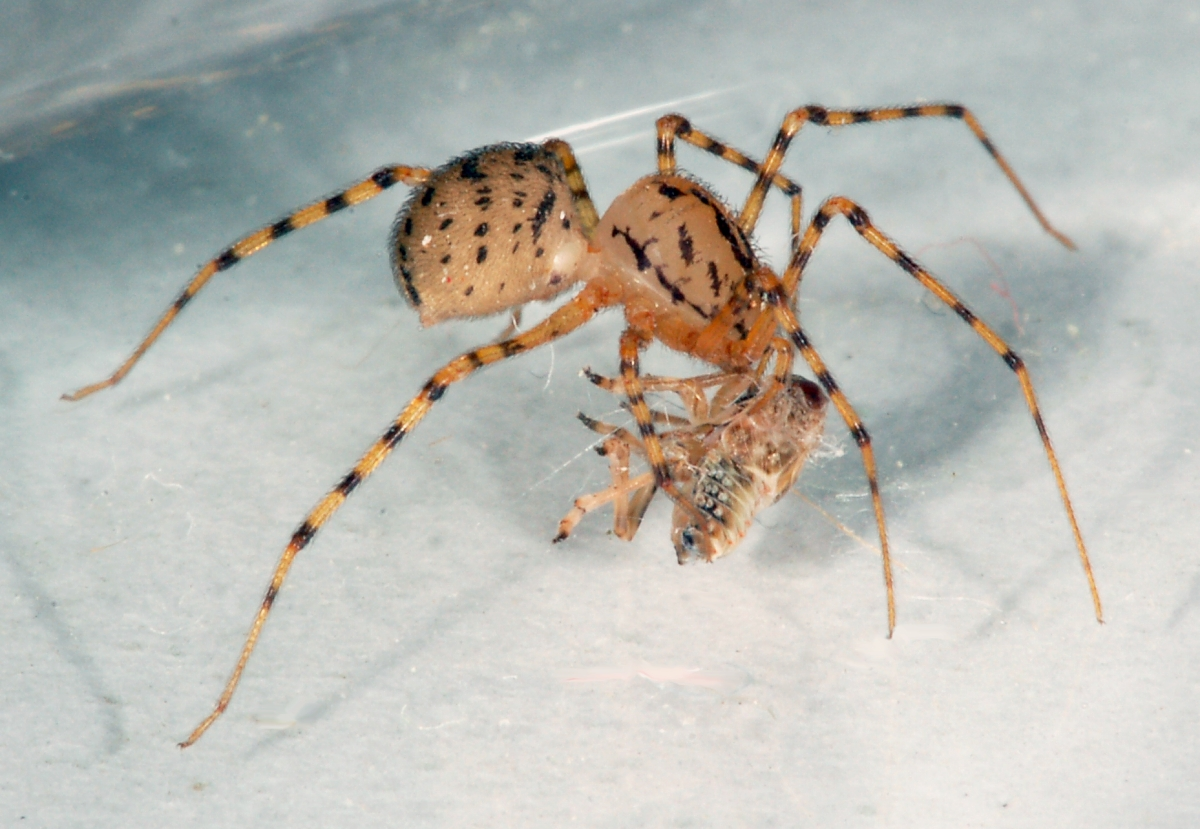
Lepovka konzumuje kořist
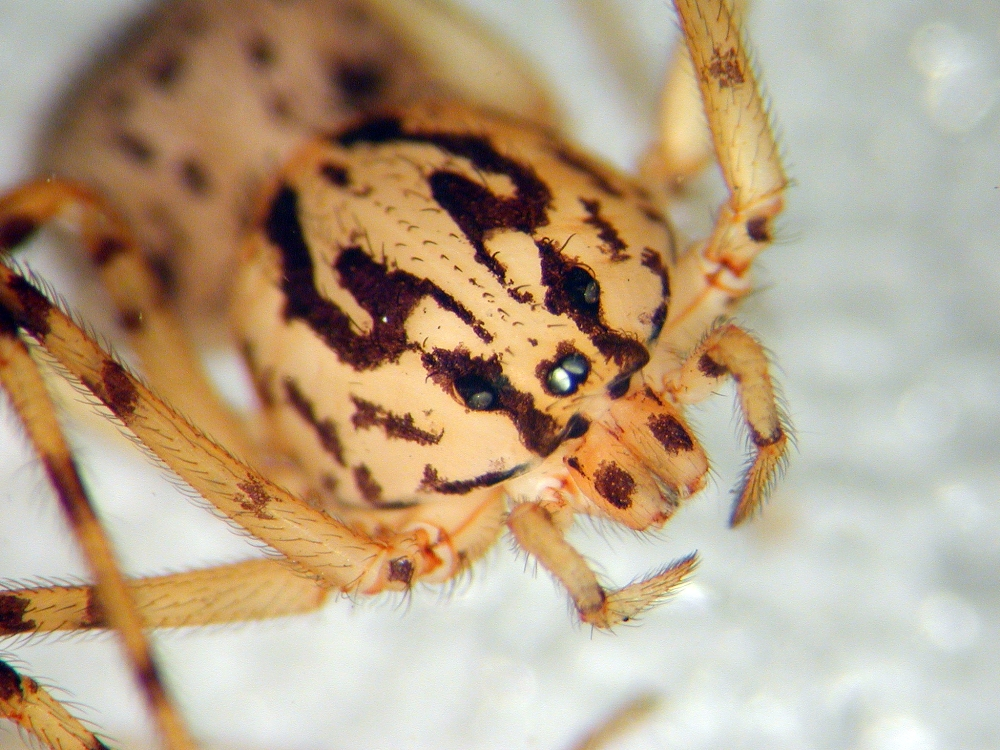
Detail očí lepovky
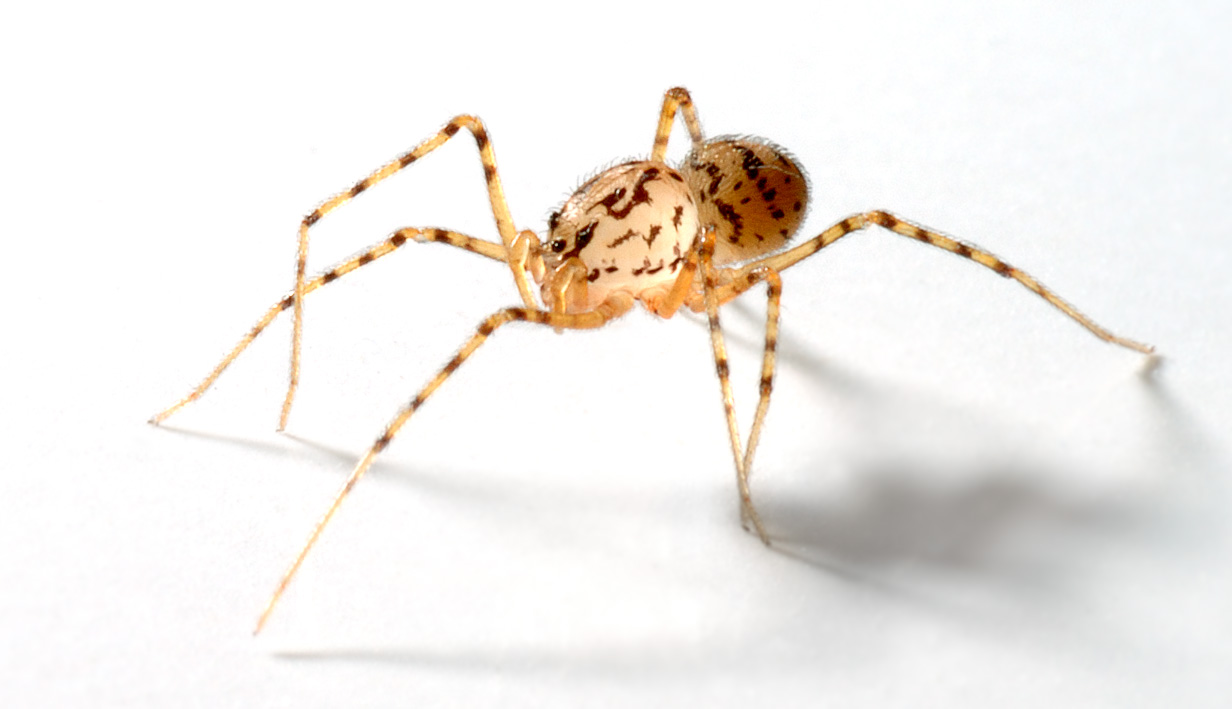
Pohled z boku
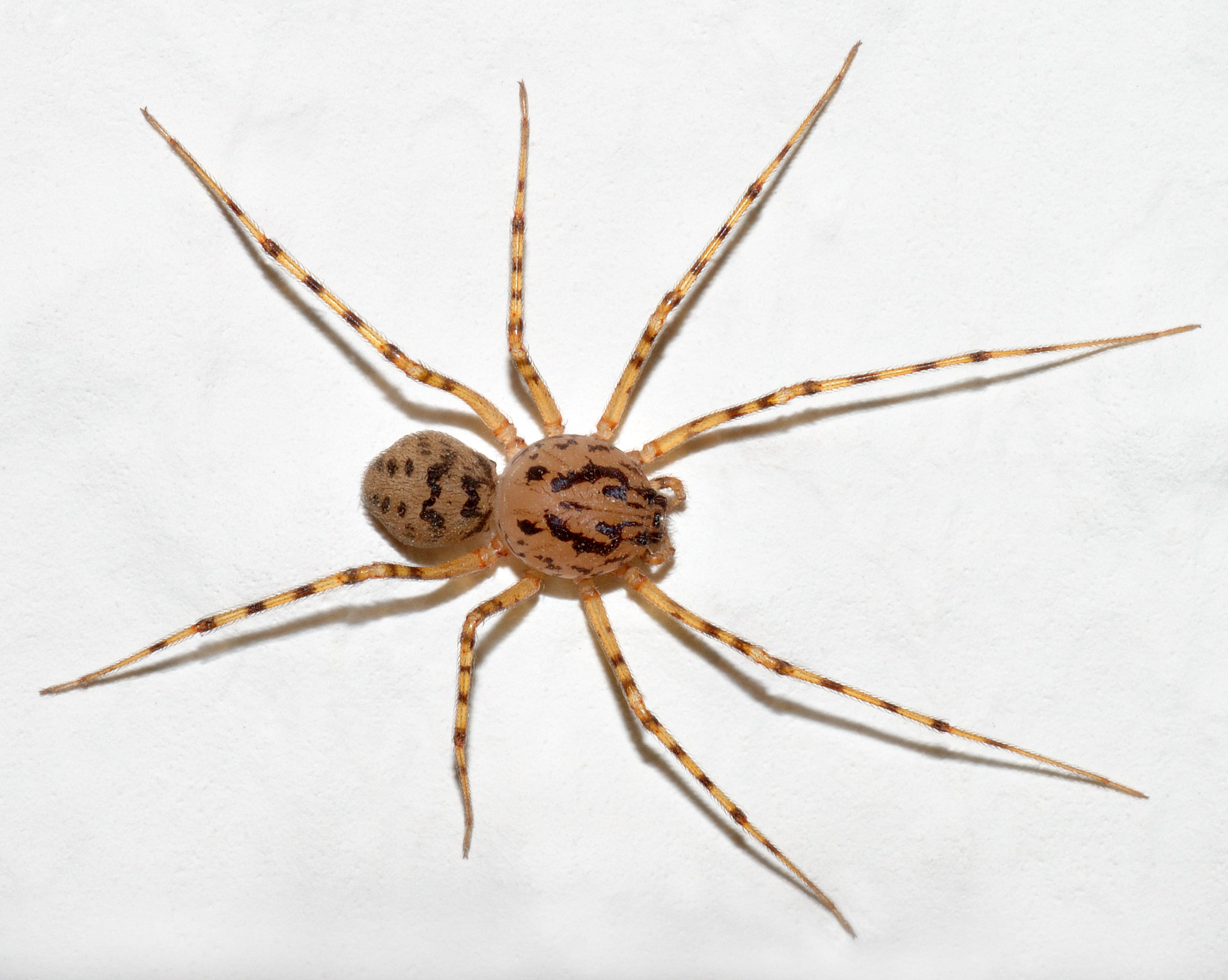
Pohled shora